# Мария Кристина (станция метро, Барселона)
Мария Кристина (кат. Maria Cristina) — станция Барселонского метрополитена, расположенная на линии 3. Открытие станции состоялось 20 января 1975 года под названием в составе участка «Зона Университариа» — «Рома» (ныне — «Сантс-Эстасьо»). Станция находится на пересечении районов Педральбес и Ла-Матернитат-и-Сан-Рамон округа Лес-Кортс Барселоны. Обслуживается линией метро L3 и трамвайными линиями T1, T2 и T3.

## Расположение

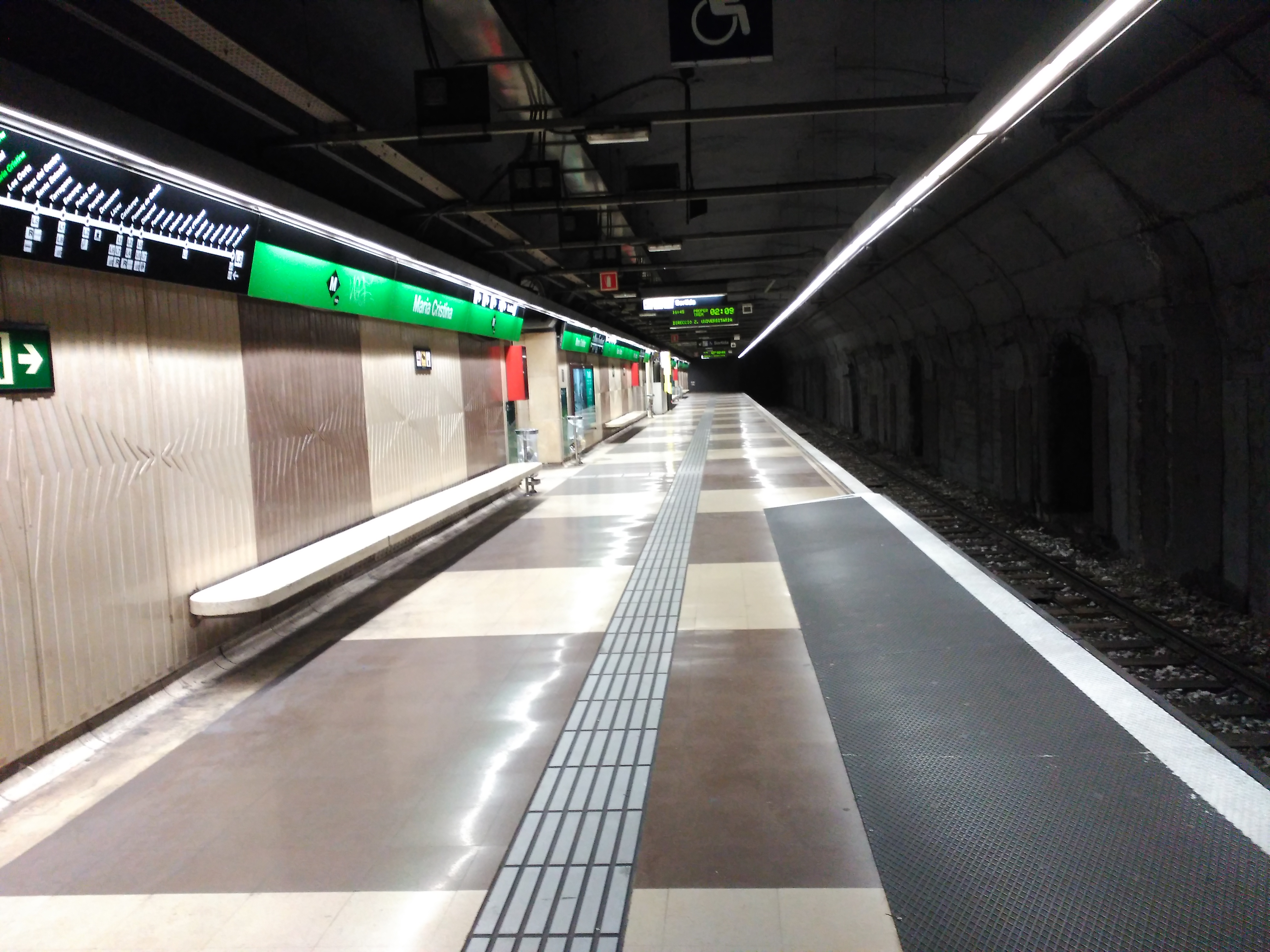
Мария Кристина L3

Станция расположена под проспектом Диагональ, рядом с проспектом Гран-Виа-де-Карлес III. Один из выходов ведёт к площади королевы Марии Кристины (кат. Plaça Reina Maria Cristina), от имени которой станция и получила своё название.

## Конструкция
Станция имеет 2 островные платформы длиной 95 метров, и 2 пути по центру, разделённые между собой несущей стеной.

## Путевое развитие
За станцией в сторону «Зона Университариа» находится оборотный тупик, предназначенный для оборота составов в часы пик.

## Пересадки
В 2004 была открыта одноимённая остановка трамвайной системы Trambaix, обслуживающая все три маршрута сети, на которую можно осуществить пересадку со станции метрополитена.
| В сторону          | <            | Линия | >         | В сторону     |
| ------------------ | ------------ | ----- | --------- | ------------- |
| Зона Университариа | Палау Рейяль |       | Лес Кортс | Тринитат Нова |